# Allemagne de l'Ouest aux Jeux olympiques d'hiver de 1980
L'Allemagne de l'Ouest a participé aux Jeux olympiques d'hiver de 1980 à Lake Placid aux États-Unis. 

## Liste des médaillés
| Sport                  | Discipline    | Athlète(s)                                              |
| Médaille d'argent : 2  |               |                                                         |
| Ski alpin              | Géant femmes  | Irene Epple                                             |
| Ski alpin              | Slalom femmes | Christa Kinshofer-Güthlein                              |
| Médaille de bronze : 3 |               |                                                         |
| Biathlon               | Relais hommes | Franz Bernreiter Hans Estner Peter Angerer Gerd Winkler |
| Luge                   | Simple femmes | Dagmar Lurz                                             |
| Patinage artistique    | femmes        | Dagmar Lurz                                             |

| Sport               | Médaille d'or, Jeux olympiques | Médaille d'argent, Jeux olympiques | Médaille de bronze, Jeux olympiques | Total |
| ------------------- | ------------------------------ | ---------------------------------- | ----------------------------------- | ----- |
| Ski alpin           | 0                              | 2                                  | 0                                   | 2     |
| Biathlon            | 0                              | 0                                  | 1                                   | 1     |
| Luge                | 0                              | 0                                  | 1                                   | 1     |
| Patinage artistique | 0                              | 0                                  | 1                                   | 1     |
| Total               | 0                              | 2                                  | 3                                   | 5     |